# Manuel Monteiro Velho Arruda

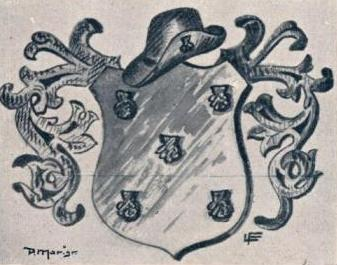
Brasão de armas dos Velho (Álbum Açoriano, 1903).

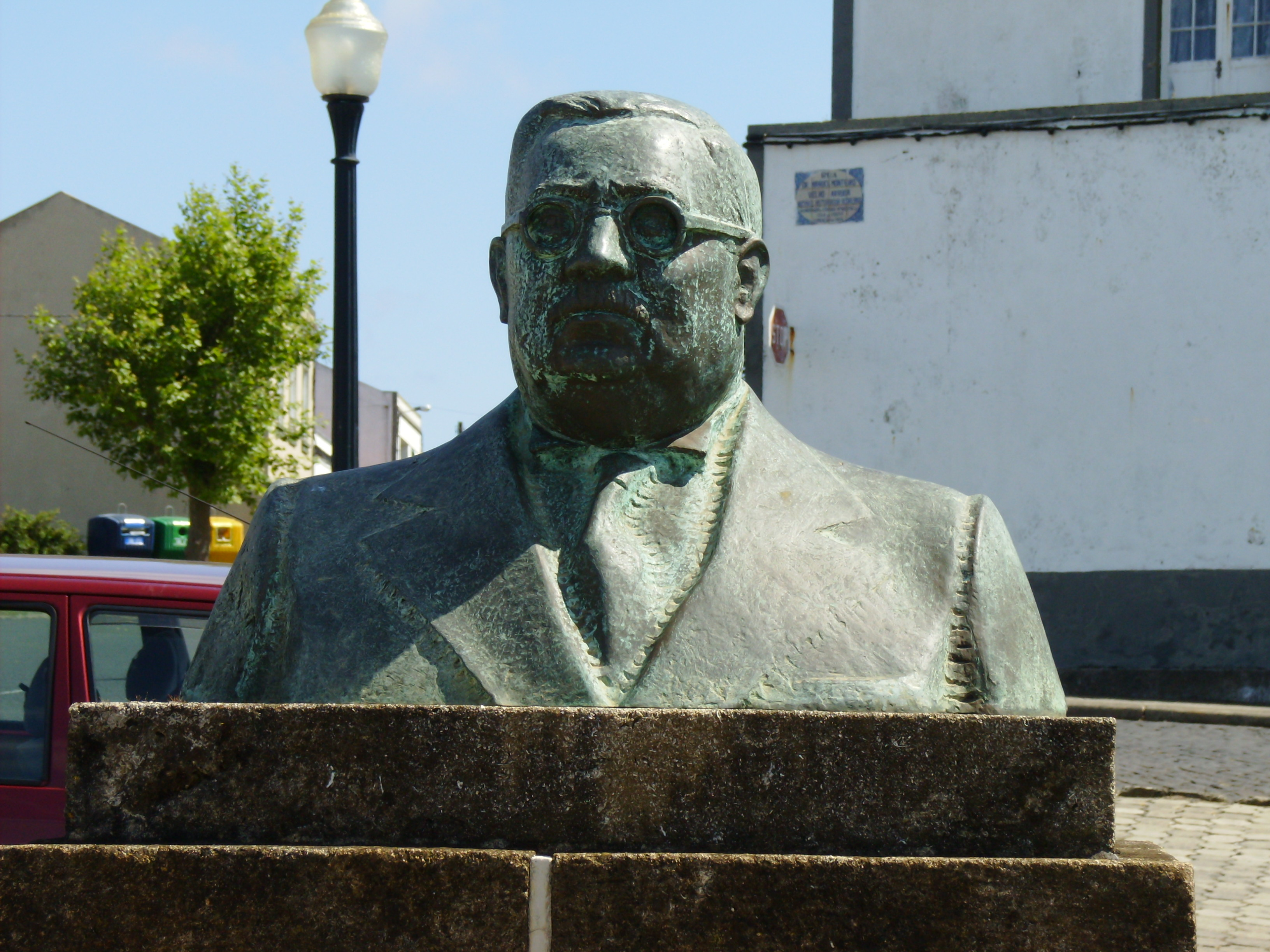
Busto de bronze do Dr. Manuel Monteiro Velho Arruda em Vila do Porto.

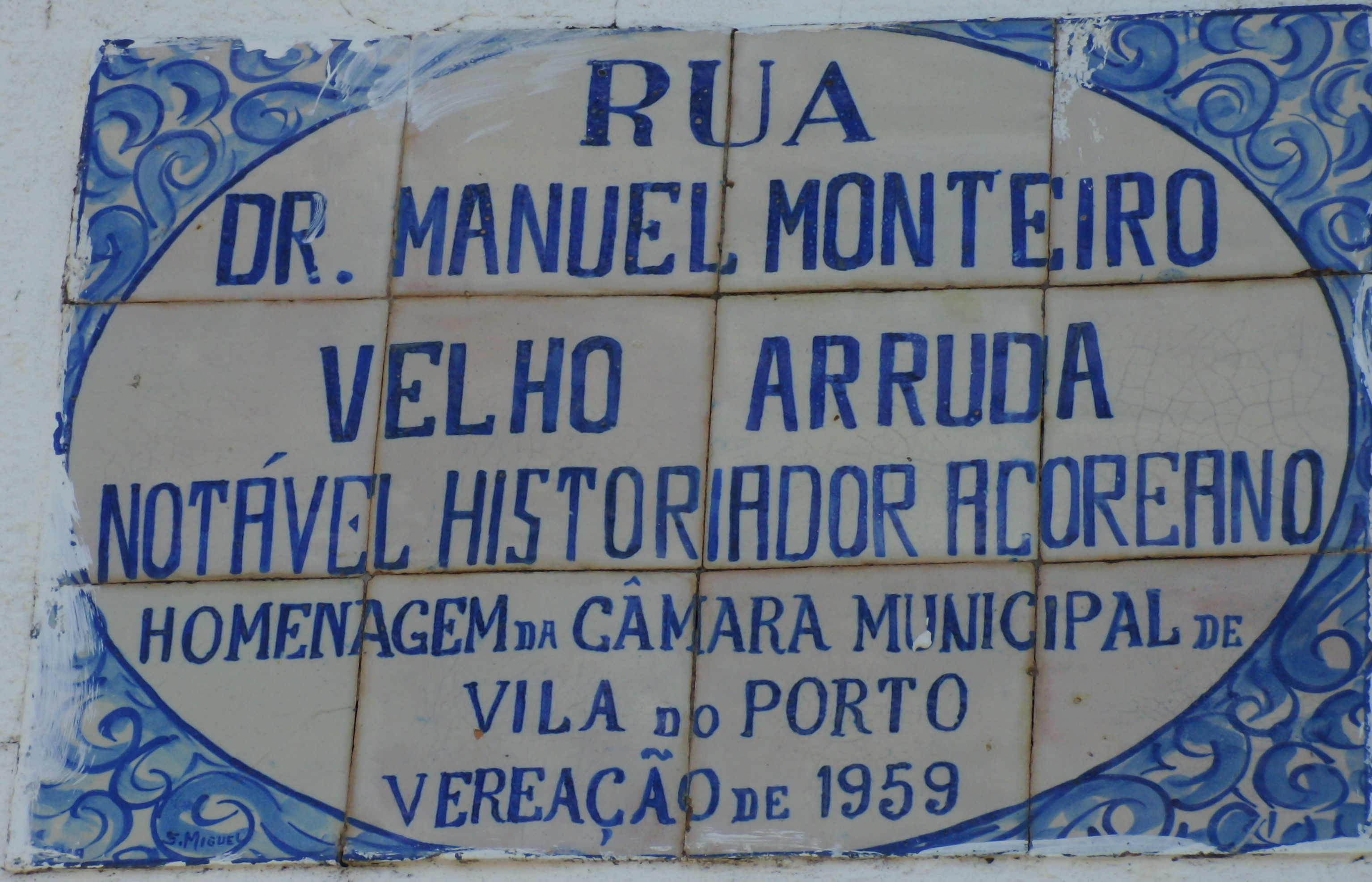
Painel de azulejos indicativo da rua Dr. Manuel Monteiro Velho Arruda em Vila do Porto.

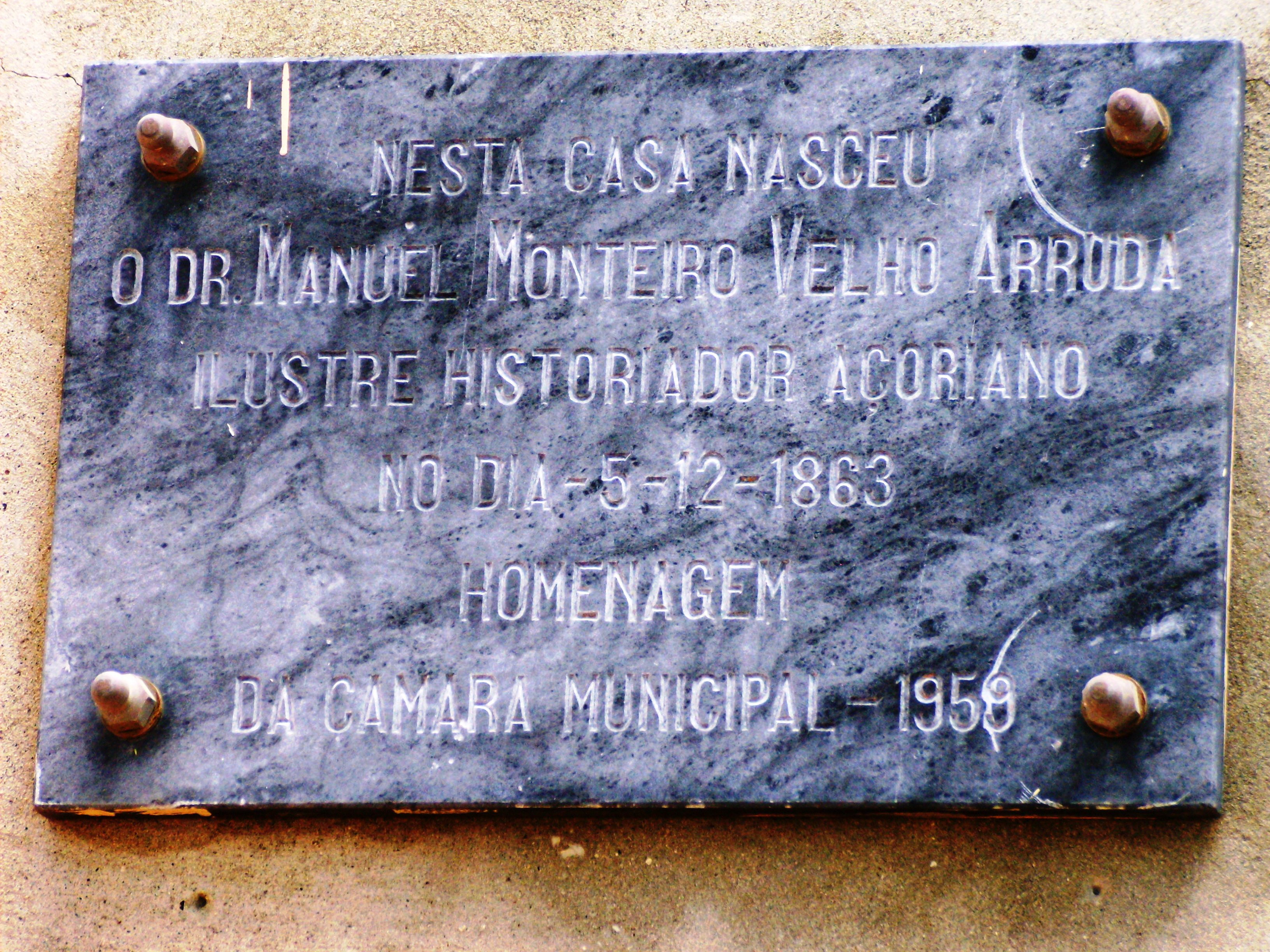
Placa assinalando a casa onde nasceu o Dr. Velho Arruda em Vila do Porto.

Manuel Monteiro Velho Arruda (Vila do Porto, 5 de dezembro de 1873 — Coimbra, 24 de novembro de 1950) foi um médico e historiador português que durante cerca de 40 anos exerceu as funções de delegado de saúde em Vila Franca do Campo, na ilha de São Miguel. Para além das suas funções como médico, dedicou-se ao estudo da genealogia e da história, desenvolvendo importante estudos sobre o povoamento dos Açores, em particular sobre a sua ilha natal, de Santa Maria, e sobre as viagens feitas no Atlântico Noroeste, em especial para as costas da Terra Nova e da Nova Inglaterra, por navegadores que partiram dos Açores durante o período henriquino.

## Biografia
Descendente das mais antigas famílias da ilha de Santa Maria, foi o primogénito do casal José Joaquim d'Arruda e Maria Guiomar Monteiro de Bettencourt.
Após ter concluído os estudos primários em Vila do Porto (1889) matriculou-se no Liceu de Ponta Delgada, ficando a residir na cidade de Ponta Delgada em casa de um seu tio, João Bernardo Rodrigues, então ali professor de piano e música. Residiu com os tios, e futuros sogros, até 1894, ano em que terminou os estudos liceais e partiu para o Continente, onde se matriculou no curso de Medicina da Universidade de Coimbra. Nos anos em que viveu em Ponta Delgada conheceu a sua futura esposa, a sua prima Irene Rodrigues, e estabeleceu uma duradoura amizade com o seu primo, e futuro cunhado, o poeta Rodrigo Rodrigues.
A sua progressão académica foi lenta, vindo a diplomar-se apenas em 1904. Durante esta década coimbrã, adquiriu uma sólida cultura humanística e conviveu com um grupo de notáveis açorianos que então ali frequentavam a Universidade, entre os quais Afonso Lopes Vieira, Augusto Gil, Alfredo Pimenta, Alberto Pinheiro Torres, Carlos de Mesquita, António Baião, Humberto de Bettencourt e José Bruno Tavares Carreiro.
Concluído o curso regressou aos Açores (dezembro de 1904), fixando-se na ilha de São Miguel, obtendo o partido médico da vila da Povoação. Em 1905 desposou Irene Arruda Rodrigues, filha do tio em casa de quem vivera enquanto estudante liceal. Deste casamento nasceriam Maria José, Violante, Leonor, Helena e Laura Rodrigues Monteiro Velho Arruda.
Em 30 de abril de 1908 obteve o partido médico de Vila Franca do Campo, onde fixou residência e exerceu as funções de Delegado de Saúde, cargo que exerceria até se aposentar em 1948. Esta ligação profissional à Medicina não impediria contudo que continuasse a dedicar-se com afinco às questões culturais e depois ao estudo da Genealogia e da História.
O seu entusiasmo pelos estudos genealógicos levou a que se tornasse no maior especialista nas genealogias da sua ilha natal, completando e documentando com recolha de material dos cartórios paroquiais e municipais e dos arquivos judiciais, os trabalhos sobre as famílias da ilha que haviam sido iniciados pelo seu parente Manuel Barbosa da Câmara Albuquerque.
No decurso dos seus trabalhos genealógicos reuniu grande volume de documentos, a maioria dos quais inéditos e desconhecidos dos investigadores, que depois publicaria no volume XV do Arquivo dos Açores e com base nos quais publicou importantes trabalhos sobre a história mariense. As suas contribuições para o Arquivo dos Açores e para a Insulana continuam a ser considerados entre as melhores fontes para o conhecimento da História da Ilha de Santa Maria.
Convidado a integrar a comissão que preparou as celebrações em 1932 do quinto centenário do descobrimento e povoamento dos Açores, Manuel Monteiro Velho Arruda dedicou-se com afinco ao estudo dos Descobrimentos Portugueses, principalmente das navegações realizadas no Atlântico Noroeste durante a época do Infante D. Henrique. Assumindo uma posição eivada do nacionalismo que então dominava a vida política e cultural portuguesa, defendeu a primazia portuguesa na descoberta das ilhas açorianas e nas viagens para o Ocidente atlântico, assumindo que navegadores partidos dos Açores tinham chegado às costas norte-americanas da Terra Nova e da Nova Inglaterra em época pré-colombiana.
Estas teses encontraram fortes resistências entre os historiadores estabelecidos, entre os quais António Ferreira de Serpa, com quem manteve acesa polémica sobre o conceito de descobrimento e sobre a figura de Gonçalo Velho Cabral.
A polémica que travou com António Ferreira de Serpa nas páginas dos jornais Correio dos Açores e República despertou o interesse de Joaquim Bensaúde, outro defensor da primazia portuguesa nas navegações atlânticas, que passou a orientar a sua investigação. Desta colaboração resultou a publicação de um volume de documentos referentes aos Açores nos séculos XV e XVI e às expedições que naquela época foram ali organizadas para explorar o oceano a oeste do arquipélago.
Procurando dar uma resposta portuguesa às teses do historiador norte-americano Samuel Eliot Morison, Velho Arruda preparou um aprofundado estudo sobre João Vaz Corte-Real e os navegadores que a partir da ilha Terceira navegaram para o Atlântico Noroeste.
Os documentos reunidos por Velho Arruda foram publicados em 1934, sob a égide da Comissão do V Centenário do Descobrimento dos Açores, trazendo um prefácio, na realidade um verdadeiro ensaio introdutório, da sua autoria, que mereceu o elogio de historiadores eminentes. Aquele ensaio é ainda hoje considerado um dos mais completos e fundados trabalhos sobre a matéria.
Preparou para edição e prefaciou os Livros I e III das Saudades da Terra de Gaspar Frutuoso, para os quais preparou um importante ensaio introdutório.
Foi sócio-fundador do Instituto Cultural de Ponta Delgada (1943), onde integrou o conselho histórico e etnográfico da instituição, e colaborou com a publicação da segunda série do Arquivo dos Açores, coordenando a preparação volume XV (1959), dedicado quase inteiramente à ilha de Santa Maria, onde trouxe à luz expressiva documentação recolhida durante os seus muitos anos de pesquisa. Aquela obra saiu postumamente. Sabe-se que preparou uma Memória Histórica sobre a Ilha de Santa Maria, mas dela apenas se conhece o esboço e algumas páginas.
Foi homenageado com o nome de uma via em Vila do Porto, a Rua Doutor Manuel Monteiro Velho Arruda, e a casa onde nasceu ostenta uma lápide recordando o seu nome.
O seu espólio literário foi adquirido e encontra-se depositado na Biblioteca Pública e Arquivo Regional de Ponta Delgada, com destaque para:
- 17 livros de genealogias marienses;
- 02 volumes de anotações ao Livro III das "Saudades da Terra", de Gaspar Frutuoso;
- 14 livros com cópias e extratos de documentos relativos a Santa Maria.

## Homenagens
Em 1973 foi fundido um busto em bronze, que depositado em Vila do Porto, veio a ser instalado no largo com o seu nome em 1982.

## Obra
- 1934 — "Ensaio sobre a documentação histórica do descobrimento e povoamento dos Açores", in Colecção de Documentos Relativos ao Descobrimento e Povoamento dos Açores. Comissão do V Centenário do Descobrimento dos Açores, Ponta Delgada (Açores), Oficina de Artes Gráficas.
- 1939 — "Ensaio crítico", prefácio ao Livro Primeiro das Saudades da Terra, de Gaspar Frutuoso. Ponta Delgada (Açores), Oficina de Artes Gráficas.
- 1944 — "A Comenda de Santa Maria da Assunção da ilha de Santa Maria. Os comendadores (subsídios para a sua história)", in Insulana, Ponta Delgada (Açores), I, 2: 1-177.
- 1957 - "Breve notícia sobre a Lepra na ilha de Santa Maria", in Insulana, Ponta Delgada (Açores), vol. XIII (2º semestre), pp. 357–367.
- 1959 — Arquivo dos Açores. Ponta Delgada (Açores), vol. XV (foi o principal editor do volume, coordenando a sua elaboração).
- 1977 — Colecção de documentos relativos ao descobrimento e povoamento dos Açores. Ponta Delgada (Açores): Instituto Cultural de Ponta Delgada.